# G Data CyberDefense
G Data CyberDefense AG (do 2019 jako G DATA Software AG) – niemiecki producent oprogramowania głównie zabezpieczającego dla użytkowników końcowych oraz firm, a także komputerów stacjonarnych i stacji roboczych w sieciach firmowych; szczególnie oprogramowania antywirusowego.
Przedsiębiorstwo powstało w roku 1985, a w Polsce działa w Szczecinku od roku 1995. Główna siedziba spółki mieści się w Bochum w Niemczech. Biuro handlowe firmy znajduje się w Poznaniu. G Data opracowała pierwszy na świecie komercyjny program antywirusowy w 1987 roku. 

## Programy
Oprogramowanie dla domu:
- G DATA Antivirus (dawniej AntiViren Kit – AVK)[6]
- G DATA Internet Security[7]
- G DATA Total Security (dawniej Total Protection, Total Care)[8]
- G DATA Mobile Security[9]
- G DATA Antivirus Mac[10]
- G DATA VPN[11]

Oprogramowanie dla firm:
- G DATA Antivirus Business
- G DATA Client Security Business
- G DATA Endpoint Protection Business

Archiwalne:
- G DATA Notebook Security
- G DATA Mail Security
- G DATA Top Secret
- G DATA Niszczarka
- Foto Office

## Nagrody
- Od 2003 firma wielokrotnie zdobywała nagrodę VB100.
- 2014 – nagroda IPaCSO w kategorii „Innowacyjna firma w dziedzinie cyberbezpieczeństwa”[13]